# Економетрія
Економетрія (Економетрика) — наука, яка вивчає кількісні та якісні економічні взаємозв'язки з використанням математичних і статистичних методів та моделей. Сучасне визначення предмета економетрики було сформульовано в статуті Економетричного товариства, яке головними цілями проголосило використання статистики та математики для розвитку економічної теорії. Теоретична економетрика розглядає статистичні властивості оцінок і випробувань, в той час як прикладна економетрика займається застосуванням економетричних методів для оцінки економічних теорій. Економетрика дає інструментарій для економічних вимірювань, а також методологію оцінки параметрів моделей мікро- та макроекономіки. Крім того, економетрика активно використовується для прогнозування економічних процесів як у масштабах економіки в цілому, так і на рівні окремих підприємств. При цьому економетрика є частиною економічної теорії, поряд з макро- і мікроекономікою.
Термін «економетрика» складається з двох частин: «еконо-» від «економіка» та грецького μέτρον — міра. Економетрика входить в велике сімейство дисциплін, присвячених вимірюванням і застосуванням статистичних методів у різних галузях науки і практики. До цього сімейства належать, зокрема, біометрія, технометрика, наукометрія, психометрія, хемометрія, кваліметрія. Окремо стоїть соціометрія — цей термін закріпився за статистичними методами аналізу взаємин у малих групах, тобто за невеликою частиною такої дисципліни, як статистичний аналіз в соціології.

## Історія економетрики

### Передумови виникнення економетрики

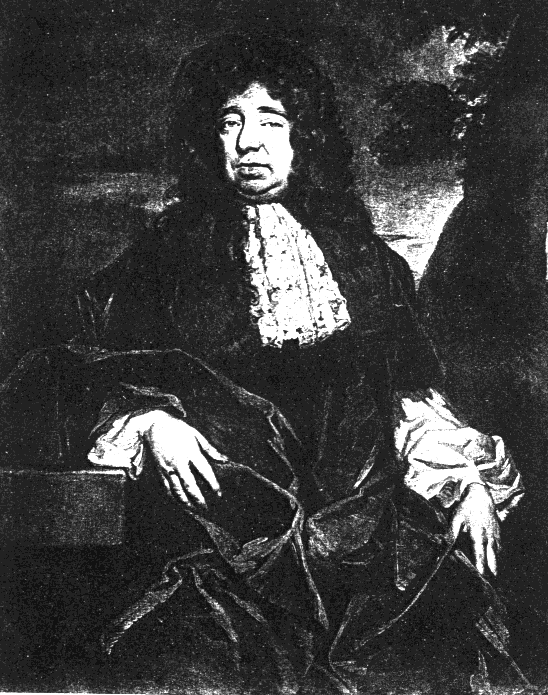
Вільям Петті

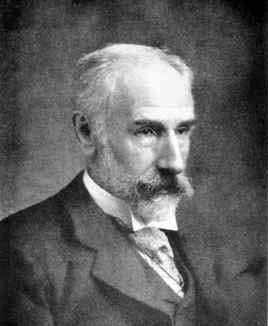
Ф. Еджворт

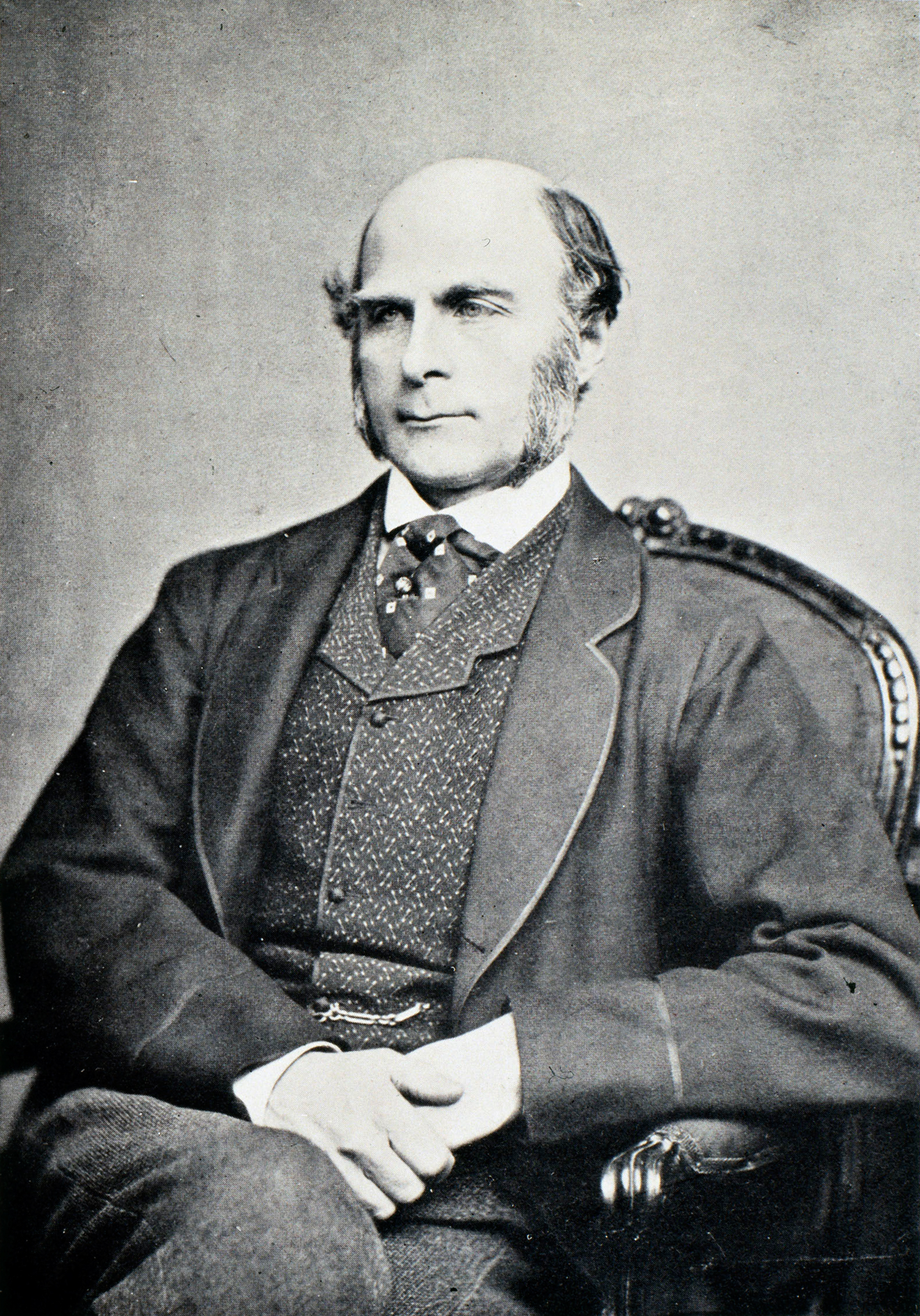
Ф. Гальтон

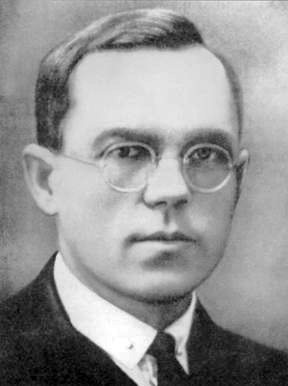
Микола Кондратьєв

Перші спроби кількісних досліджень в економіці припадають на XVII століття. Вони були пов'язані з представниками нового напряму в економічній теорії — політичної арифметики. Вільям Петті, Чарльз Давенант, Г. Кінг використовували конкретні економічні дані у своїх дослідженнях, в першу чергу, при обчисленні національного доходу. Цей напрямок спонукав до пошуку економічних законів, за аналогією з фізичними, астрономічними та іншими природно-науковими законами. При цьому існування невизначеності в економіці ще не усвідомлювалася.
Важливим етапом виникнення економетрики став розвиток статистичної теорії в працях Ф. Гальтона, К. Пірсона, Ф. Еджворта. Ці вчені випередили перші застосування парної кореляції. Так, Дж. Е. Юл визначав зв'язок між рівнем бідності і формами допомоги бідним. Г. Хукер, в свою чергу, вимірював зв'язок між рівнем одруженості і добробутом, в якому використовувалося кілька індикаторів добробуту, також він досліджував часові ряди економічних змінних.
З 1830-х років найбільш розвинені країни почали відчувати незрозумілі з точки зору тогочасної економічної науки потрясіння — занепад ділової активності, виникнення масового безробіття. Швидкий промисловий розвиток і урбанізація виявили величезний пласт невирішених соціальних проблем. Вже в кінці XIX століття неокласична теорія стала сприйматись як занадто віддалена від дійсності. Теорія могла стати переконливою у тому випадку, якщо вона б змогла пояснити зміни, що відбуваються в економіці. Для її практичного застосування були потрібні кількісні вираження базових економічних термінів.
1911 р. виходить книга американського економіста Г. Мура «Закони заробітної плати: есе по статистичній економіці». Цю роботу історик статистики Єлісєєва І. І. називає першою працею з економетрики. У своєму дослідженні Г. Мур провів аналіз ринку праці, статистично перевірив теорію продуктивності Дж. Кларка та виклав основи стратегії об'єднання пролетаріату. Г. Мур показав, що з допомогою складних математичних конструкцій, заснованих на фактичних даних, можна розробити основу для соціальної політики. В цей же час італійський економіст Р. Беніні вперше використовував множинну регресію при оцінці функції попиту.
Значний внесок у становлення економетрики внесли дослідження циклічності економіки. Першим циклічність економіки встановив К. Жугляр. Він виявив 7-11-річні цикли інвестицій. Відразу після нього С. Кітчин виявив 3-5-річну періодичність оновлення оборотних коштів, С. Кузнець, лауреат Нобелівської премії з економіки за 1971 рік, виявив 15-20-річні цикли в будівництві, а М. Кондратьєв виявив відомі «довгі хвилі» тривалістю 45-60 років.
Важливим етапом формування економетрики стала розробка економічних барометрів. Розробка економічних барометрів грунтується на гіпотезі про те, що існують показники, які змінюються раніше за інші й тому можуть служити сигналами змін останніх. Першим і найвідомішим став Гарвардський барометр, який був створений в 1903 році під керівництвом У. Персонса та В. Мітчелла. Він складався з кривих, що характеризують фондовий, товарний і грошовий ринки. Кожна з цих кривих являла собою середню арифметичну з вхідних в неї декількох показників. Ці ряди попередньо оброблялися шляхом виключення трендів, сезонних коливань та приведення коливань окремих кривих до порівняльного масштабу. Успіх використання гарвардського барометра викликав появу багатьох аналогічних барометрів в інших країнах. Проте, приблизно з 1925 р. він втратив свою чутливість. Його крах пояснюється появою потужного регулюючого чинника в економіці США. В цих умовах основним методом макроекономічного аналізу стає метод побудови міжгалузевого балансу В. В. Леонтьєва. В цей же час почали будуватися економічні моделі, що використовують методи гармонічного аналізу. Ці методи були перенесені в економіку з астрономії, метеорології та фізики.

### Історія розвитку

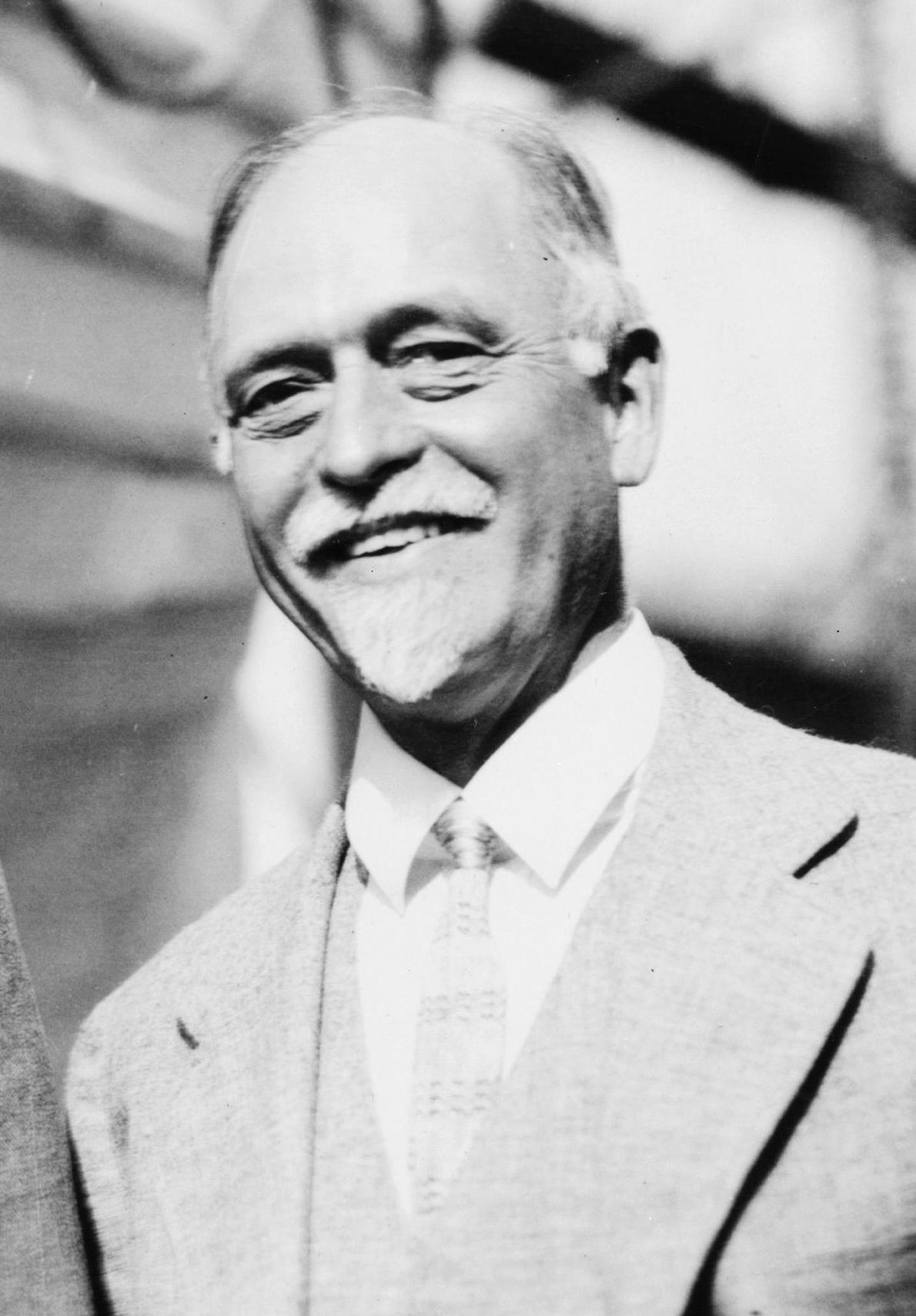
Ірвін Фішер

До 1930-х років склалися всі передумови для виділення економетрики в окрему науку. Стало зрозуміло, що для глибшого розуміння економічних процесів варто використовувати в тій чи іншій мірі статистику і математику. Виникла необхідність появи нової науки зі своїм предметом і методом, що об'єднує всі дослідження в цьому напрямку. 29 грудня 1930 р. з ініціативи І. Фішера, Р. Фріша, Я. Тімбергена, Й. Шумпетера, О. Андерсона й інших учених було створено економетричне товариство. У 1933 р. Р. Фріш заснував журнал «Економетрика», який і зараз має велике значення для розвитку економетрики. А вже в 1941 р. з'являється перший підручник з нової наукової дисципліни, написаний Я. Тинбергену. 1969 р. Фріш і Тімберген стали першими дослідниками, які отримали Нобелівську премію з економіки. Як сказано в офіційному повідомленні нобелівського комітету: «за створення і застосування динамічних моделей до аналізу економічних процесів».
До 1970-х років економетрика сприймалась як емпірична оцінка моделей, створених в рамках економічної теорії. На думку економетрістов того часу, статистичні дані мали захистити теорію від догматизму. При цьому, переважна більшість економічних моделей, побудованих в цей період, були кейнсіанськими. Але, починаючи з 1970-х років, формальні методи стали використовуватися при виборі причинності теоретичних концепцій. При цьому економетрикою стали активно користуватися і монетаристи.
1980 р. Нобелівську премію з економіки отримав американський економіст Лоуренс Клейн за створення економічних моделей та їх застосування до аналізу коливань економіки і економічної політики. Спільно з А. Голдбергом створив одну з найвідоміших моделей американської економіки, відомої як «модель Клейна-Голдберга». В основу структури цієї моделі були закладені його власні розробки. Вона складалася з взаємозалежних одночасних та спрямованих рядів рівнянь, розв'язок яких давав картину виробництва в країні. Говорячи про цю модель, Р. Дж. Болл зазначав: «Як емпіричне уявлення про основи кейнсіанської системи ця модель стала, можливо, найвідомішою серед моделей великих національних господарств до появи інших моделей у 60-і рр..». Клейн також організував широко відомий проект «Лінк» для інтеграції статистичних моделей різних країн в єдину загальну систему з метою поліпшення розуміння міжнародних економічних зв'язків та прогнозування в області світової торгівлі.
В цей час активно розвивалася не тільки макро-, але мікроеконометріка. Піонерами цього напрямку виступили Д. Хекман і Д. Макфадден. Вони розробили теорію і методи, які широко використовуються в статистичному аналізі поведінки індивідів і домогосподарств як в економіці, так і в інших суспільних науках. Так, Дж. Хекман розв'язав проблему зсуву вибірки через селективність даних і самовідбору. Для її вирішення він запропонував використовувати метод корекції Хекмана, який завдяки своїй ефективності й простоті у використанні став широко використовуватися в емпіричних дослідженнях. Основний внесок Д. Макфаддена в науку полягає у розвитку методів для аналізу дискретного вибору. У 1974 р. він розробив умовний логіт-аналіз, який відразу був визнаний фундаментальним досягненням економічної науки. Також він створив економетричні методи для оцінки виробничих технологій і дослідження факторів, що лежать в основі попиту фірм на капітал і робочу силу. Видатні досягнення цих учених були відзначені Нобелівською премією з економіки в 1990 р.
Важливою подією для розвитку економетрики стала поява комп'ютерів. Завдяки їм, потужний розвиток отримав статистичний аналіз часових рядів. Г. Бокс і Г. Дженкінс створили ARIMA-модель в 1970 році, а К. Сімс і деякі інші вчені — VAR-моделі на початку 1980-х рр. Стимулював економетричні дослідження і бурхливий розвиток фінансових ринків та похідних інструментів. Це призвело лауреата Нобелівської премії з економіки за 1981 рік Дж. Тобіна до розробки моделей з використанням цензурованих даних.
Великий вплив на сучасну економетрику мав і Хаавельмо. Хаавельмо показав, як можна використовувати методи математичної статистики для того, щоб отримувати обґрунтовані висновки про складні економічні взаємозв'язки виходячи з випадкової вибірки емпіричних спостережень. Ці методи можна, крім того, використовувати для оцінки співвідношень, отриманих на основі економічних теорій, та для перевірки цих теорій. 1989 року йому присудили Нобелівську премію з економіки «за прояснення імовірнісних основ економетрики і аналіз одночасних економічних структур».
Хаавельмо розглядав економічні ряди як реалізацію випадкових процесів. Головні проблеми, що виникають при роботі з такими даними, це нестаціонарність і сильна волатильність. Якщо змінні нестаціонарні, то існує ризик встановити зв'язок там, де його немає. Варіантом вирішення цієї проблеми є перехід від рівня ряду до різниць рядів. Недоліком даного методу є складність економічної інтерпретації отриманих результатів. Для вирішення цієї проблеми Клайв Гренджер ввів концепцію коінтеграції як стаціонарної комбінації між нестаціонарними змінними. Їм була запропонована модель коригування відхилень, для якої він розробив методи оцінювання параметрів, узагальнення і тестування. Коінтеграція застосовується в випадку, якщо короткострокова динаміка відображає значні дестабілізуючі чинники, а довгострокова прагне до економічної рівноваги. Моделі, створені Гренджером, в 1990 р. були узагальнені С. Йохансеном для багатовимірного випадку. 2003 р. Гренджер спільно з Р. Інглом отримали нобелівську премію. Р. Інгл, у свою чергу, відомий як творець моделей зі змінною в часі волатильністю (т. зв. ARCH-моделі). Ці моделі отримали широке поширення на фінансових ринках.

## Економетрика сьогодні
Сьогодні економетрика займає гідне місце серед економічних наук. У світі виходить низка наукових журналів, повністю присвячених економетриці, в тому числі: Journal of Econometrics (Швеція), Econometric Reviews (США), Econometrica (США), Sankhya. Indian Journal of Statistics. Ser.D. Quantitative Economics (Індія), Publications Econometriques (Франція),. Економетрику вивчають в провідних світових університетах, прийшло розуміння, що без економетричних методів неможливо проводити сучасний макро- і мікроекономічний аналіз.
Російською мовою також існують спеціалізовані журнали. До них належать «Прикладна економетрика» і «Квантиль». Окремі публікації з економетрики з'являються в журналах «Економіка і математичні методи», «Питання статистики», «Питання економіки» і деяких інших.
Раніше в Росії з ряду причин економетрика не була сформована як самостійний напрям наукової та практичної діяльності. Хоча в наш час[коли?] починають розгортатися економетричні дослідження. У зв'язку з цим починається широке викладання цієї дисципліни.
Дисципліну «Економетрику» викладають у багатьох сучасних вишах, зокрема й українських. При цьому для обчислень може використовуватися табличний процесор Excel як досить зручний, наочний та популярний інструмент.

### Непараметрична економетрика
Одним з основних напрямків економетрики, який бурхливо розвивається, є непараметрична економетрика. Непараметрична економетрика — розділ економетрики, який не вимагає специфікації функційних форм оцінюваних об'єктів. Замість цього дані самі формують модель. Непараметричні методи стають все поширенішими в прикладних дослідженнях. Вони придатніші для аналізу великого обсягу даних при малій кількості змінних. Також ці методи застосовують, коли звичайні параметричні специфікації не підходять для вирішення поставленого завдання. Непараметрична економетрика послаблює параметричні передумови, що іноді дуже корисно в прикладних дослідженнях. Основними методами побудови гнучких моделей є ядерні методи, згладжування сплайнами, методи найближчих сусідів, нейронні мережі і гнучкі методи згладжування за допомогою рядів даних.
Також деякі дослідники до непараметричної економетрики відносять економетричний аналіз нечислових математичних понять, що належать до тих чи інших класів об'єктів нечислової природи, таким, як нечіткі множини, інтервали, розподіли ймовірностей і т. д. Так, в статистиці інтервальних даних елементами вибірки є не числа, а інтервали. У статистиці інтервальних даних вивчені практично всі завдання класичної прикладної математичної статистики, зокрема, завдання регресійного аналізу, планування експерименту, порівняння альтернатив та прийняття рішень в умовах інтервальної невизначеності і т. д. Для даної галузі науки розроблена загальна схема дослідження, що включає розрахунок двох основних характеристик — нотна (максимально можливого відхилення статистики, спричиненого інтервальністю вхідних даних) і раціонального обсягу вибірки (перевищення якого не дає істотного підвищення точності оцінювання та статистичних висновків, пов'язаних з перевіркою гіпотез). Також розроблено підходи до обліку інтервальної невизначеності в основних постановках регресійного, дискримінантного та кластерного аналізів.

## Специфіка економічних вимірювань
Специфічні особливості економічних даних можна звести до 5 груп:
1. Вимірюватися можуть тільки операційно визначені дані. При цьому економічні вимірювання піддаються сильному впливу теоретичних уявлень про задані величини.
2. Не експериментальний характер даних і короткі ряди спостережень, які ставлять під сумнів адекватність отриманих результатів.
3. Економічні дані, як правило, непрямі. При цьому первинні виміри часто не мають жодного економічного смислу.
4. Мінливість одиниць вимірювання.
5. Гостро стоїть проблема впливу інструменту вимірювання на сам об'єкт вивчення[3].

## Економетричні методи

### Регресійний аналіз

Нелінійна регресія

Регресійний аналіз — статистичний метод дослідження залежності між залежною змінною {\displaystyle Y} і однією або декількома незалежними змінними {\displaystyle X_{1},X_{2},...,X_{p}}. При цьому назви залежних і незалежних змінних відображають лише математичну залежність змінних, а не причинно-наслідкові зв'язки. Для адекватного опису складних внутрішньо неоднорідних економічних процесів, зазвичай, застосовують системи економетричних рівнянь. В простіших випадках можна використовувати і прості ізольовані рівняння.

### Аналіз часових рядів

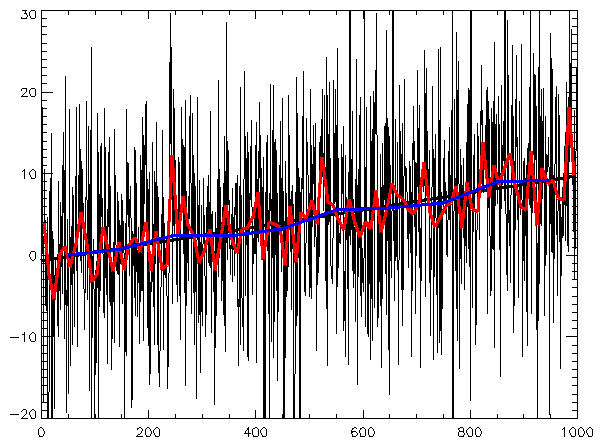
Часовий ряд

Аналіз рядів динаміки — сукупність математико-статистичних методів аналізу, призначених для виявлення структури часових рядів і для їх прогнозування. Виявлення структури часового ряду необхідно для того, щоб побудувати математичну модель того явища, яке є джерелом аналізованого часового ряду. Прогноз майбутніх значень часового ряду використовується при прийнятті рішень. Прогнозування також цікаво тим, що воно раціоналізує існування аналізу часових рядів окремо від економічної теорії.
Зазвичай, при прогнозуванні виходять з деякої заданої параметричної моделі. При цьому використовуються стандартні методи параметричного оцінювання (МНК, ММВ, метод моментів). З іншого боку, достатньо розроблені методи непараметричного оцінювання для нечітко заданих моделей.

### Панельний аналіз
Панельні дані являють собою простежені в часі просторові мікроекономічні вибірки, тобто вони складаються зі спостережень одних і тих же економічних одиниць, які здійснюються в послідовні періоди часу. Панельні дані мають три виміри: ознаки — об'єкти — час. Їх використання дає ряд істотних переваг при оцінці параметрів регресійних залежностей, оскільки вони дозволяють проводити як аналіз часових рядів, так і аналіз просторових вибірок. За допомогою подібних даних вивчають бідність, безробіття, злочинність, а також оцінюють результативність державних програм в галузі соціальної політики.

## Критика та апологетика економетрики

### Суперечка Кейнса і Тімбергена про метод
Багато в чому визначальним для розвитку економетрики стала суперечка Тімбергена і Кейнса про економетричні методи дослідження. В статті англ. «Professor Timbergen's Method» (метод професора Тімбергена) Кейнс пише, що Тімберген «віддає перевагу лабіринтам арифметики перед лабіринтами логіки». Він стверджує, що економетричний аналіз стає схожим на «дитячі головоломки, в яких вам потрібно написати ваш вік, помножити на щось, додати ще щось, відняти і врешті-решт отримати число звіра з Об'явлення св. Іоанна Богослова».
Кейнс стверджує, що дослідницький потенціал аналізу множинної кореляції багато в чому залежить від економіста. На його думку, даний метод можна застосовувати, тільки коли економіст в змозі заздалегідь зрозуміти правильний і бездоганно повний аналіз істотних чинників. При цьому виникає проблема використання неповного набору пояснюючих змінних (зміщена оцінка, викликана пропуском змінних); побудова моделей, що містять неспостережні змінні (такі як раціональні очікування), отримані за допомогою погано вимірюваних даних, заснованих на індексах; отримання помилкової кореляції внаслідок використання заміщуючих змінних і одночасності.
На цю критику Тімберген відповідає тим, що «нерелевантні пояснюючі змінні можна трактувати як випадкові залишки, що не корелюють систематично з іншими пояснюючими змінними. Якщо математична форма співвідношення задана, то можна уявити певні дані про імовірнісні розподіли залишків». При цьому пояснюючи чинники можна виміряти, а незалежність залишків можна перевірити згодом, вивчаючи їх автокореляції. При цьому економіст не повинен забувати про обмеженість методу і перевіряти дані на достовірність".
Кейнс також намагався пред'явити до методу множинної регресії, що є прикладним, вимоги, яким відповідає метод загальний. Він наполягав на істинності передумов, співмірності умов, незалежності розглянутих факторів, характерів функцій і т. д., при цьому він не відповідає на запитання про те, як перевірити їх істинність, що взяти за критерії істинності, співмірності та незалежності. Сучасна наукова методологія відмовилась від принципу верифікації передумов і перейшла до верифікації висновків або точності прогнозу.
На введення чинника часу в рівняння регресії Кейнс звертає не меншу критику. Очевидно, що використання лінійного тренду означає, що між першим і останнім роками часового ряду проводиться пряма лінія. В результаті дуже багато залежить від того, які роки обрані для дослідження. Розбираючи приклад часового ряду взятого з 1919 по 1933 рр. з книги Тімбергена, він говорить про те, що «виникає парадокс, який полягає в тому, що економіка США характеризувалась серйозним знижувальним трендом за весь період, в тому числі і за період, що закінчився в 1929 р.» Сумарно зміни досягають 20 %, при цьому, якби Тімберген досліджував часовий ряд до 1929 р., то він використав би зростаючий тренд замість знижувального для аналізу тих же самих років. Трендова складова, на думку Кейнса, дуже схожа на метод коригування невдалих результатів і затемнює той факт, що «дане пояснення насправді помилкове».
При цьому, на його думку, незрозуміло «в якій мірі криві та рівняння вважаються не більше ніж частиною опису та історичного аналізу з метою підбору кривих і в якій мірі з їх допомогою робляться індуктивні висновки щодо майбутнього або минулого». Кейнс сумнівається в цінності такого підходу. За його словами, очевидно, що даний метод «являє собою не найясніший спосіб описання минулого». Найважливіша умова при такому аналізі полягає в тому, що «економічне середовище протягом деякого періоду часу має залишатися незмінним і однорідним у всіх істотних відносинах, за винятком коливань тих факторів, які розглядаються окремо. Але бути впевненими, що такі умови збережуться в майбутньому, навіть якщо вони виявляються в минулому, не можна».
На це Тімберген заперечує, стверджуючи, що «часто сам вигляд кривих підказує, що деякий фактор, не включений до більшості підручників з економіки, має величезну важливість. Представивши чисельне значення одного або декількох коефіцієнтів регресії, можна критикувати одну або декілька використаних раніше теорій». Тімберген наводить приклад такої ситуації, коли «безліч теоретиків погоджуються з тим, що ставка відсотка є істотним чинником попиту на гроші або інвестиційної активності, а отримані результати після аналізу вказують на те, що такий вплив незначний або, щонайменше, був таким в США протягом даного періоду часу».
Кейнс вважає дуже важливим питання про передбачувану лінійність співвідношень. Він стверджує, що не виявив будь-якого прикладу нелінійної кореляції. Він говорить про те, що не розуміє, аналіз яких емпіричних даних змушує використовувати нелінійну кореляцію. Однак, за словами Тімбергена, «діаграми розсіювання дозволяють зрозуміти, чи певна кореляція лінійна чи ні. Нелінійність в жодному випадку не є довільною маніпуляцією з коефіцієнтами». Строго кажучи, для кожного значення пояснюючої змінної можливий тільки один коефіцієнт, і, з врахуванням неперервності, потрібно, щоб ці коефіцієнти не коливались надто сильно. Кейнс дуже погано ставиться до лінійних співвідношеннь, він називає їх «сміховинними». Однак, є причини, в силу яких ступінь їхньої сміхотворності знижується:
1. На малих інтервалах нерозривну функцію можна апроксимувати лінійними функціями.
2. Спостереження за економічними даними показує, що лінійні співвідношення часто зустрічаються на практиці. При цьому логічно починати аналіз, спираючись на найпростішу передумову, яка корелює з загальною теорією. За словами Тімбергена, «такий підхід дуже часто зустрічається в індуктивній частині будь-якої дослідницької роботи. Також існує теоретичне обґрунтування лінійності, згідно з яким для великих мас індивідів спільна реакція буде носити значно більше лінійний характер, ніж будь-яка особиста реакція»[23].

Критика економетрики Кейнсом головним чином обумовлена розходженням у його підході до економічної науки від підходу економічного мейнстріму. Основним пунктом цих розбіжностей є питання «чи слід трактувати економіку як точну науку». Сам Кейнс давав негативну відповідь на це питання. В рамках його традиції економічне середовище мінливе і непередбачуване, а більшість економічних змінних пов'язані між собою безліччю складних нелінійних залежностей. З цього випливають нестабільність коефіцієнтів кореляції та неможливість вирішення задачі прогнозування. Тому економічна наука не може претендувати на точні кількісні виміри. Вона повинна бути заснована на реалістичних передумовах і мати інструменти, які допомагають зрозуміти і пояснити це середовище. Підхід же Тімбергена цілком узгоджується з сучасним мейнстрімом: економічний аналіз повинен бути як можна більш формалізованим і скерованим на вирішення конкретних кількісних завдань. В рамках даного підходу економічна наука повинна бути точною, а об'єкт її вивчення аналогічний об'єктам технічних та природничих дисциплін.

### Подальша критика
Незважаючи на потенційні можливості, економетрика не отримала підтримки багатьох видатних економістів. На початку 1970-х років Уорсвік різко критикував економістів-математиків за «відсутність зв'язку з конкретними фактами». Він стверджував, що економетристи «займаються не стільки винаходом засобів систематизації та вимірювання наявних фактів, скільки створенням незліченної кількості способів, які на це претендують». В цей же час Ф. Браун стверджував, що «побудова регресій часових рядів годиться тільки для обману». В. Леонтьєв охарактеризував економетрику як «спробу компенсувати кричущі недоліки наявних даних шляхом широкого використання все більшого числа і витонченіших статистичних прийомів». В подібному ж дусі висловлювався і Хікс, він говорив про те, що «не слід перебільшувати значення економетричних методів в економічній теорії». А Е. Лімер писав, що «існує дві речі, процес виготовлення яких краще не бачити: сосиски і економетричні оцінки».
Різко негативно до економетрики ставилися і представники австрійської школи економіки. Так, Людвіг фон Мізес писав: «Введені в оману ідеєю, що науки про людську діяльність мають наслідувати методи природничих наук, безліч авторів поглинені квантифікацією економіки. Вони думають, що економіка має наслідувати хімію, яка розвинулася від якісного до кількісного стану. Їх девіз позитивістський принцип: наука — це виміри. Але вони не можуть зрозуміти, що в області людської діяльності статистика — це завжди історія, і що гіпотетичні кореляції і функції не описують нічого, крім того, що трапилось в певний момент часу в певній географічній області як результат діяльності певного числа людей. Як метод економічного аналізу, економетрика — дитяча гра з числами, яка не додає будь-чого в роз'яснення проблем економічної дійсності».
До більш деталізованої критики множинної регресії з часів Кейнса також додалась неможливість відділення мультиколінеарності, неправильна специфікація динамічних реакцій і довгих лагів, припущення про лінійність без точного знання відповідних значень регресії, некоректна попередня фільтрація даних, необґрунтовані висновки з кореляції, мінливість параметрів рівняння регресії, ототожнення економічної та статистичної значущості і неможливість співвіднесення економічної теорії з економетрикою, а також неадекватний обсяг вибірки.
Завдяки цій та деякій іншій критиці була переглянута методологія прикладних досліджень. Відповідно до класичної економетричної методології, отримані результати вважаються більш адекватними, якщо досліджувані змінні більш сильно корельовані, прогнози точніше відповідають даним і чим більш значущими отримані оцінки з точки зору t-або F-статистик. Відводиться значне місце тому, як найефективнішим чином організувати перебір потенційних пояснюючих змінних, щоб найкращим чином передбачити пояснюючу змінну, при цьому, щоб коефіцієнт детермінації був якомога більшим, а F-статистика як можна більш значущою. Якщо отримані незадовільні результати в критеріях специфікації, то дослідник, згідно з традиційною методологією, замість того, щоб переглянути модель, починає застосовувати витонченіші методи оцінювання. В рамках цього підходу характерне прагнення отримати «найкращий» результат замість прагнення отримати результат осмислений і надійний. Однак, на сучасному етапі розвитку економетрики перевага віддається тим моделям, які проходять діагностичні критерії, навіть якщо вони мають нижчий коефіцієнт детермінації.

##### Українською мовою
- Додаткові розділи економетрії: Тексти лекцій / С. П. Лавренюк, В. М. Флюд. — Л. : ЛНУ ім. І. Франка, 2008. — 182 c.
- Економіко-математичне моделювання: навч. посіб. : у 2 ч. Ч. 1. Економетричні моделі / В. С. Дудко, Т. Д. Краснова, В. В. Лаговський; Нац. ун-т ДПС України. — Ірпінь, 2010. — 448 c.
- Економіко-математичні методи та моделі (економетрика): навч. посіб. / О. В. Козьменко, О. В. Кузьменко. — Суми: Унів. кн., 2014. — 405 c.
- Економетрика: навч. посіб. / О. Є. Лугінін, В. М. Фомішина, О. М. Дудченко, Н. В. Радванська, О. В. Бетехтін, О. В. Акімов. — Херсон: ОЛДІ-ПЛЮС, 2014. — 319 c.
- Економетричний аналіз діяльності підприємств: навч. посіб. / В. І. Єлейко, Р. Д. Боднар, М. Я. Демчишин. — Т. : Навч. кн. — Богдан, 2011. — 362 c. — Бібліогр.: 74 назви.
- Економетрія: навч. посіб. / В. І. Єлейко, І. М. Копич, Р. Д. Боднар, М. Я. Демчишин; Укоопспілка, Львів. комерц. акад. — Л., 2007. — 352 c. — Бібліогр.: с. 340—344.
- Економетрія: навч. посіб. / Анжеліка Олексіївна Азарова, Наталія Василівна Сачанюк-Кавецька, Олександр Митрофанович Роїк, Юлія Володимирівна Міронова, Вінниц. нац. техн. ун-т.– Вінниця: ВНТУ, 2014.– 303 с. — 300 пр. — ISBN 978-966-641-568-7
- Економетрія: Навч. посіб. для студ. вищ. навч. закл. / В. І. Жлуктенко, Н. К. Водзянова, С. С. Савіна, О. В. Колодінська; Європ. ун-т. — К., 2005. — 552 c.
- Економетрія: навч. посіб. для студ. ВНЗ / О. В. Кочетков. — Луганськ: Елтон-2, 2012. — 258 c.
- Економетрія: Навч. посіб. для студ. екон. спец.: Пер. з рос. Т. 1. Вступ до множинної регресії та економетрії / Й. Грубер. — К. : Нічлава, 1998. — 381 c.
- Економетрія: Навч. посіб. для студ. екон. спец.: Пер. з рос. Т. 2. Економетричні прогнозні та оптимізаційні моделі / Й. Грубер. — К. : Нічлава, 1999. — 296 c. — Бібліогр.: с. 220—228.
- Економетрія: навч. посіб. Ч. 1 / О. Волошин, Н. Галайко; Львів. держ. ун-т внутр. справ, ННІ права, психології та економіки. — Л., 2012. — 191 c.
- Економетрія: підручник / В. В. Здрок, Т. Я. Лагоцький. — К. : Знання, 2010. — 541 c.: іл., табл. + 1 компакт-диск. — ISBN 978-966-346-723-8
- Енциклопедія кібернетики, т. 2, с. 31.

##### Іноземними мовами
- Greene, William H. , Econometric Analysis, 8th Edition, Stern School of Business, New York University, 2018
- Verbeek, Marno, A Guide to Modern Econometrics, 5th Edition, Wiley, 2017, 520pp, ISBN 978-1-119-40115-5
- Wooldridge, Jeffrey M. Econometric Analysis of Cross Section and Panel Data, The MIT Press, 2001, ISBN 10: 0262232197, ISBN 13: 9780262232197
- Angrist, Joshua D. & Pischke, Jörn-Steffen, Mostly Harmless Econometrics: An Empiricist's Companion, Princeton University Press, 2009, 400 pp, ISBN 9780691120355
- Айвазян С. А., Мхитарян В. С. Прикладная статистика и основы эконометрики: Учебник для вузов. — М.: ЮНИТИ, 1998. — 1022 с.
- Бородич С. А. Эконометрика: Учеб. пособие. — Минск: Новое знание, 2001. — 408 с.
- Джонстон Дж. Эконометрические методы. — М.: Статистика, 1980. — 444 с.
- Малков С. Ю., 2004. Математическое моделирование исторической динамики: подходы и модели // Моделирование социально-политической и экономической динамики / Ред. М. Г. Дмитриев. — М.: РГСУ, 2004. — с. 76-188.
- Мышкис А. Д. Элементы теории математических моделей. — 3-е изд., испр. — М.: КомКнига, 2007. — 192 с ISBN 978-5-484-00953-4
- Прикладная эконометрия / В. В. Христиановский, Н. Г. Гузь, О. Г. Кривенчук; Донец. гос. ун-т. — Донецк, 1998. — 172 c.
- Самарский А. А., Михайлов А. П. Математическое моделирование. Идеи. Методы. Примеры. 2-е изд., испр. -М.: Физматлит, 2001 ISBN 5-9221-0120-X
- Эконометрика: Учеб. пособие для студ. вузов / А. М. Назаренко; Сум. гос. ун-т. — 2-е изд., перераб. и доп. — Сумы: Изд-во СумГУ, 2003. — 276 c.
- Эконометрика: Учеб. пособие для студ. экон. спец. / А. М. Назаренко; Сум. гос. ун-т. — Сумы, 2000. — 405 c.
- Эконометрия: Учеб. пособие для студ. вузов / Т. С. Клебанова, Н. А. Дубровина, Е. В. Раевнева; Харьк. нац. экон. ун-т. — 2-е изд., испр. — Х. : ИД «Инжэк», 2005. — 160 c.